# Anisodontea elegans
Anisodontea elegans là một loài thực vật có hoa trong họ Cẩm quỳ. Loài này được (Cav.) D.M.Bates mô tả khoa học đầu tiên năm 1969.